# سدگویک (کلرادو)
سدگویک (به انگلیسی: Sedgwick) شهری در ایالت کلرادو کشور ایالات متحده آمریکا است که جمعیت آن در سرشماری سال ۲۰۱۰ میلادی، ۱۴۶ نفر بوده‌است.